# Odynerus sibiricus
Odynerus sibiricus är en stekelart som beskrevs av Mics. 1883. Odynerus sibiricus ingår i släktet lergetingar, och familjen Eumenidae. Inga underarter finns listade i Catalogue of Life.